# Accarezzevole
Accarezzevole è un termine usato nell'ambito musicale, che indica che uno spartito deve essere suonato in modo espressivo e con sentimento. Alexander Scriabin è stato uno dei pochi compositori a utilizzare questo termine nella sua musica.